# Bal-Can-Can
 (mars 2015).
Si vous disposez d'ouvrages ou d'articles de référence ou si vous connaissez des sites web de qualité traitant du thème abordé ici, merci de compléter l'article en donnant les références utiles à sa vérifiabilité et en les liant à la section « Notes et références ».
Pour plus de détails, voir Fiche technique et Distribution.
Bal-Can-Can (Бал-Кан-Кан) est un film italo-macédonien réalisé par Darko Mitrevski, sorti en 2005.

## Synopsis
Bal-Can-Can est une comédie relatant les aventures d'un homme recherchant le tapis contenant le corps de sa belle-mère à travers les Balkans.

## Fiche technique
- Titre : Bal-Can-Can
- Titre original : Бал-Кан-Кан
- Réalisation : Darko Mitrevski
- Scénario : Darko Mitrevski
- Musique : Kiril Džajkovski
- Photographie : Suki Medencevic
- Montage : Giacobbe Gamberini
- Production : Darko Mitrevski, Alessandro Verdecchi, Gianluca Curti, Loris Curci, Robert Naskov
- Film italo-macédonien
- Langues de tournage : macédonien, italien, albanais, serbe, bulgare, croate, bosniaque, anglais, russe
- Genre : Comédie
- Durée : 89 minutes
- Date de sortie : 2 février 2005

## Distribution
- Vlado Jovanovski : Trendafil Karanfilov
- Adolfo Margiotta : Santino Genovese
- Zvezda Angelovska : Ruža Karanfilova, la femme de Trendafil Karanfilov
- Branko Đurić : Šefket Ramadani
- Seka Sablić : Zumbula, la belle-mère de Trendafil Karanfilov
- Toni Mihajlovski : Džango, un voisin de Trendafil Karanfilov
- Miodrag Krivokapić : Veselin Kabadajić
- Nikola Kojo : Osman Rizvanbegović

## Autour du film
- Bal-Can-Can est à ce jour (en 2013), avec 500 000 entrées pour deux millions d'habitants, le film ayant enregistré le plus grand nombre d'entrées en République de Macédoine.
- En plus de la République de Macédoine, le film est aussi sorti en Russie, Espagne, Turquie, Grèce, Ukraine, Serbie, Croatie, Bulgarie, Slovénie, Bosnie-Herzégovine, et au Royaume-Uni.